# Lomax (Computerspiel)
The Adventures of Lomax (in deutschsprachigen Ländern ist es nur unter dem Namen Lomax veröffentlicht worden) ist ein 2D-Jump-’n’-Run-Computerspiel, das für die PlayStation und Windows erschienen ist. Das Spiel basiert auf der Lemmings-Serie.

## Handlung
Ziel ist es mit der Spielfigur Lomax die Lemmingwelt von dem bösen Übel-Ed zu befreien. Dieser hat das Land mit einem Bann versehen, der fast alle Lemminge zu Eds Sklaven gemacht hat. Dabei werden etwa 40 verschiedene Level durchlaufen.

## Spielprinzip
Lomax ist ein 2D-Jump-’n’-Run, bei dem die Figur durch eine Wirbelattacke die Gegner wieder vom Bann befreit. Des Weiteren befinden sich in Behältern sogenannte „Magische Helme“, die Lomax werfen kann, um Gegner zu treffen. Auch das Erlernen verschiedener Fähigkeiten wie Graben sind möglich.